# Primer Ministre de Romania
El Primer Ministre de la República de Romania és el cap de govern d'aquest país. Actualment i des del 15 de juny 2023 és Marcel Ciolacu del PSD.

## Llista de Primers Ministres (des de 1862)
Tot i la creació el 1859 del Principat de Romania, aquest va mantenir una dualitat de governs, el primer amb seu a Bucarest (actual capital) i l'altre a la ciutat d'Iaşi, això fou així fins que el 1862 el Príncep Alexandru Ioan Cuza canvià la constitució i unificà els dos governs en un de sol centralitzat a Bucarest.
| #                                                                    | Nom                                                                  | Fotografia                                                           | Naixement-Mort                                                       | Inici mandat                                                         | Fi mandat                                                            | Partit                                                               | Gabinet                                                              | #                                                                    |
| Principat de Romania Presidents del Consell de Ministres 1862 - 1881 | Principat de Romania Presidents del Consell de Ministres 1862 - 1881 | Principat de Romania Presidents del Consell de Ministres 1862 - 1881 | Principat de Romania Presidents del Consell de Ministres 1862 - 1881 | Principat de Romania Presidents del Consell de Ministres 1862 - 1881 | Principat de Romania Presidents del Consell de Ministres 1862 - 1881 | Principat de Romania Presidents del Consell de Ministres 1862 - 1881 | Principat de Romania Presidents del Consell de Ministres 1862 - 1881 | Principat de Romania Presidents del Consell de Ministres 1862 - 1881 |
| -------------------------------------------------------------------- | -------------------------------------------------------------------- | -------------------------------------------------------------------- | -------------------------------------------------------------------- | -------------------------------------------------------------------- | -------------------------------------------------------------------- | -------------------------------------------------------------------- | -------------------------------------------------------------------- | -------------------------------------------------------------------- |
| 1                                                                    | Barbu Catargiu                                                       | Barbu Catargiu                                                       | 1807–1862                                                            | 22 de gener de 1862                                                  | 8 de juny de 1862                                                    | C                                                                    | B. Catargiu                                                          | 1                                                                    |
| —                                                                    | Apostol Arsache (interinament)                                       | Apostol Arsache                                                      | 1789–1869                                                            | 8 de juny de 1862                                                    | 24 de juny de 1862                                                   | C                                                                    | B. Catargiu                                                          | 1                                                                    |
| 2                                                                    | Nicolae Creţulescu (1r mandat)                                       | Nicolae Creţulescu                                                   | 1812–1900                                                            | 24 de juny de 1862                                                   | 11 d'octubre de 1863                                                 | ML                                                                   | Creţulescu I                                                         | 2                                                                    |
| 3                                                                    | Mihail Kogălniceanu                                                  | Mihail Kogălniceanu                                                  | 1817–1891                                                            | 11 d'octubre de 1863                                                 | 26 de gener de 1865                                                  | ML                                                                   | Kogălniceanu                                                         | 3                                                                    |
| 4                                                                    | Constantin Bosianu                                                   | Constantin Bosianu                                                   | 1815–1882                                                            | 26 de gener de 1865                                                  | 14 de juny de 1865                                                   | ML                                                                   | Bosianu                                                              | 4                                                                    |
| 5                                                                    | Nicolae Creţulescu (2n mandat)                                       | Nicolae Creţulescu                                                   | 1812–1900                                                            | 14 de juny de 1865                                                   | 11 de febrer de 1866                                                 | ML                                                                   | Creţulescu II                                                        | 5                                                                    |
| 6                                                                    | Ion Ghica (1r mandat)                                                | Ion Ghica                                                            | 1816–1897                                                            | 11 de febrer de 1866                                                 | 11 de maig de 1866                                                   | ML                                                                   | I. Ghica I                                                           | 6                                                                    |
| 7                                                                    | Lascăr Catargiu (1r mandat)                                          | Lascăr Catargiu                                                      | 1823–1899                                                            | 11 de maig de 1866                                                   | 15 de juliol de 1866                                                 | C                                                                    | L. Catargiu I                                                        | 7                                                                    |
| 8                                                                    | Ion Ghica (2n mandat)                                                | Ion Ghica                                                            | 1816–1897                                                            | 15 de juliol de 1866                                                 | 1 de març de 1867                                                    | ML                                                                   | I. Ghica II                                                          | 8                                                                    |
| 9                                                                    | Constantin A. Creţulescu                                             | Constantin A. Creţulescu                                             | 1809–1884                                                            | 1 de març de 1867                                                    | 5 d'agost de 1867                                                    | RL                                                                   | C.A. Creţulescu                                                      | 9                                                                    |
| 10                                                                   | Ştefan Golescu                                                       | Ştefan Golescu                                                       | 1809–1874                                                            | 5 d'agost de 1867                                                    | 1 de maig de 1868                                                    | RL                                                                   | Ş. Golescu                                                           | 10                                                                   |
| 11                                                                   | Nicolae Golescu                                                      | Nicolae Golescu                                                      | 1810–1877                                                            | 1 de maig de 1868                                                    | 16 de novembre de 1868                                               | RL                                                                   | N. Golescu                                                           | 11                                                                   |
| 12                                                                   | Dimitrie Ghica                                                       | Dimitrie Ghica                                                       | 1816–1897                                                            | 16 de novembre de 1868                                               | 2 de febrer de 1870                                                  | MC                                                                   | D. Ghica                                                             | 12                                                                   |
| 13                                                                   | Alexandru G. Golescu                                                 | Alexandru G. Golescu                                                 | 1819–1881                                                            | 2 de febrer de 1870                                                  | 20 d'abril de 1870                                                   | ML                                                                   | A.G. Golescu                                                         | 13                                                                   |
| 14                                                                   | Manolache Costache Epureanu (1r mandat)                              | Manolache Costache Epureanu                                          | 1823–1880                                                            | 20 d'abril de 1870                                                   | 18 de desembre de 1870                                               | C                                                                    | Epureanu I                                                           | 14                                                                   |
| 15                                                                   | Ion Ghica (3r mandat)                                                | Ion Ghica                                                            | 1816–1897                                                            | 18 de desembre de 1870                                               | 11 de març de 1871                                                   | ML                                                                   | I. Ghica III                                                         | 15                                                                   |
| 16                                                                   | Lascăr Catargiu (2n mandat)                                          | Lascăr Catargiu                                                      | 1823–1899                                                            | 11 de març de 1871                                                   | 4 d'abril de 1876                                                    | C                                                                    | L. Catargiu II                                                       | 16                                                                   |
| 17                                                                   | Ion Emanuel Florescu                                                 | Ion Emanuel Florescu                                                 | 1819–1893                                                            | 4 d'abril de 1876                                                    | 27 d'abril de 1876                                                   | C                                                                    | Florescu I                                                           | 17                                                                   |
| 18                                                                   | Manolache Costache Epureanu (2n mandat)                              | Manolache Costache Epureanu                                          | 1823–1880                                                            | 27 d'abril de 1876                                                   | 24 de juliol de 1876                                                 | PNL                                                                  | Epureanu II                                                          | 18                                                                   |
| 19                                                                   | Ion Brătianu (1r mandat)                                             | Ion Brătianu                                                         | 1821–1891                                                            | 24 de juliol de 1876                                                 | 25 de novembre de 1878                                               | PNL                                                                  | I. Brătianu I                                                        | 19                                                                   |
| 19                                                                   | Ion Brătianu (1r mandat)                                             | Ion Brătianu                                                         | 1821–1891                                                            | 25 de novembre de 1878                                               | 11 de juliol de 1879                                                 | PNL                                                                  | I. Brătianu II                                                       | 20                                                                   |
| 19                                                                   | Ion Brătianu (1r mandat)                                             | Ion Brătianu                                                         | 1821–1891                                                            | 11 de juliol de 1879                                                 | 13 de març de 1881                                                   | PNL                                                                  | I. Brătianu III                                                      | 21                                                                   |
| Regne de Romania Presidents del Consell de Ministres 1881 - 1947     |                                                                      |                                                                      |                                                                      |                                                                      |                                                                      |                                                                      |                                                                      |                                                                      |
| 19                                                                   | Ion Brătianu (1r mandat)                                             | Ion Brătianu                                                         | 1821–1891                                                            | 13 de març de 1881                                                   | 10 d'abril de 1881                                                   | PNL                                                                  | I. Brătianu III                                                      | 21                                                                   |
| 20                                                                   | Dimitrie Brătianu                                                    | Dimitrie Brătianu                                                    | 1818–1892                                                            | 10 d'abril de 1881                                                   | 9 de juny de 1881                                                    | PNL                                                                  | D. Brătianu                                                          | 22                                                                   |
| 21                                                                   | Ion Brătianu (2n mandat)                                             | Ion Brătianu                                                         | 1821–1891                                                            | 9 de juny de 1881                                                    | 23 de març de 1888                                                   | PNL                                                                  | I. Brătianu IV                                                       | 23                                                                   |
| 22                                                                   | Theodor Rosetti                                                      | Theodor Rosetti                                                      | 1837–1932                                                            | 23 de març de 1888                                                   | 12 de novembre de 1888                                               | PC                                                                   | Rosetti I                                                            | 24                                                                   |
| 22                                                                   | Theodor Rosetti                                                      | Theodor Rosetti                                                      | 1837–1932                                                            | 12 de novembre de 1888                                               | 29 de març de 1889                                                   | PC                                                                   | Rosetti II                                                           | 25                                                                   |
| 23                                                                   | Lascăr Catargiu (3r mandat)                                          | Lascăr Catargiu                                                      | 1823–1899                                                            | 29 de març de 1889                                                   | 5 de novembre de 1889                                                | PC                                                                   | L. Catargiu III                                                      | 26                                                                   |
| 24                                                                   | Gheorghe Manu                                                        | Gheorghe Manu                                                        | 1833–1911                                                            | 5 de novembre de 1889                                                | 21 de febrer de 1891                                                 | PC                                                                   | Manu                                                                 | 27                                                                   |
| 25                                                                   | Ion Emanuel Florescu (2n mandat)                                     | Ion Emanuel Florescu                                                 | 1819–1893                                                            | 21 de febrer de 1891                                                 | 27 de novembre de 1891                                               | PC                                                                   | Florescu II                                                          | 28                                                                   |
| 26                                                                   | Lascăr Catargiu (4t mandat)                                          | Lascăr Catargiu                                                      | 1823–1899                                                            | 27 de novembre de 1891                                               | 4 d'octubre de 1895                                                  | PC                                                                   | L. Catargiu IV                                                       | 29                                                                   |
| 27                                                                   | Dimitrie Sturdza (1r mandat)                                         | Dimitrie Sturdza                                                     | 1833–1914                                                            | 4 d'octubre de 1895                                                  | 21 de novembre de 1896                                               | PNL                                                                  | Sturdza I                                                            | 30                                                                   |
| 28                                                                   | Petre S. Aurelian                                                    | Petre S Aurelian                                                     | 1833–1909                                                            | 21 de novembre de 1896                                               | 31 de març de 1897                                                   | PNL                                                                  | Aurelian I                                                           | 31                                                                   |
| 29                                                                   | Dimitrie Sturdza (2n mandat)                                         | Dimitrie Sturdza                                                     | 1833–1914                                                            | 31 de març de 1897                                                   | 11 d'abril de 1899                                                   | PNL                                                                  | Sturdza II                                                           | 32                                                                   |
| 30                                                                   | Gheorghe Grigore Cantacuzino (1r mandat)                             | Gheorghe Grigore Cantacuzino                                         | 1833–1913                                                            | 11 d'abril de 1899                                                   | 7 de juliol de 1900                                                  | PC                                                                   | Cantacuzino I                                                        | 33                                                                   |
| 31                                                                   | Petre P. Carp (1r mandat)                                            | Petre P. Carp                                                        | 1837–1919                                                            | 7 de juliol de 1900                                                  | 14 de febrer de 1901                                                 | PC                                                                   | Carp I                                                               | 34                                                                   |
| 32                                                                   | Dimitrie Sturdza (3r mandat)                                         | Dimitrie Sturdza                                                     | 1833–1914                                                            | 14 de febrer de 1901                                                 | 22 de desembre de 1904                                               | PNL                                                                  | Sturdza III                                                          | 35                                                                   |
| 33                                                                   | Gheorghe Grigore Cantacuzino (2n mandat)                             | Gheorghe Grigore Cantacuzino                                         | 1833–1913                                                            | 22 de desembre de 1904                                               | 12 de març de 1907                                                   | PC                                                                   | Cantacuzino II                                                       | 36                                                                   |
| 34                                                                   | Dimitrie Sturdza (4t mandat)                                         | Dimitrie Sturdza                                                     | 1833–1914                                                            | 12 de març de 1907                                                   | 27 de desembre de 1908                                               | PNL                                                                  | Sturdza IV                                                           | 37                                                                   |
| 35                                                                   | Ion I. C. Brătianu (1r mandat)                                       | Ion I. C. Brătianu                                                   | 1864–1927                                                            | 27 de desembre de 1908                                               | 4 de març de 1909                                                    | PNL                                                                  | I.I.C. Brătianu I                                                    | 38                                                                   |
| 35                                                                   | Ion I. C. Brătianu (1r mandat)                                       | Ion I. C. Brătianu                                                   | 1864–1927                                                            | 4 de març de 1909                                                    | 29 de desembre de 1910                                               | PNL                                                                  | I.I.C. Brătianu II                                                   | 39                                                                   |
| 36                                                                   | Petre P. Carp (2n mandat)                                            | Petre P. Carp                                                        | 1837–1919                                                            | 29 de desembre de 1910                                               | 28 de març de 1912                                                   | PC                                                                   | Carp II                                                              | 40                                                                   |
| 37                                                                   | Titu Maiorescu                                                       | Titu Maiorescu                                                       | 1840–1917                                                            | 28 de març de 1912                                                   | 14 d'octubre de 1912                                                 | PC                                                                   | Maiorescu I                                                          | 41                                                                   |
| 37                                                                   | Titu Maiorescu                                                       | Titu Maiorescu                                                       | 1840–1917                                                            | 14 d'octubre de 1912                                                 | 4 de gener de 1914                                                   | PC                                                                   | Maiorescu II                                                         | 42                                                                   |
| 38                                                                   | Ion I. C. Brătianu (2n mandat)                                       | Ion I. C. Brătianu                                                   | 1864–1927                                                            | 4 de gener de 1914                                                   | 11 de desembre de 1916                                               | PNL                                                                  | I.I.C. Brătianu III                                                  | 43                                                                   |
| 38                                                                   | Ion I. C. Brătianu (2n mandat)                                       | Ion I. C. Brătianu                                                   | 1864–1927                                                            | 11 de desembre de 1916                                               | 29 de gener de 1918                                                  | PNL                                                                  | I.I.C. Brătianu IV                                                   | 44                                                                   |
| 39                                                                   | Alexandru Averescu (1r mandat)                                       | Alexandru Averescu                                                   | 1859–1938                                                            | 29 de gener de 1918                                                  | 5 de març de 1918                                                    | Mil.                                                                 | Averescu I                                                           | 45                                                                   |
| 40                                                                   | Alexandru Marghiloman                                                | Alexandru Marghiloman                                                | 1854–1925                                                            | 5 de març de 1918                                                    | 24 d'octubre de 1918                                                 | PC                                                                   | Marghiloman                                                          | 46                                                                   |
| 41                                                                   | Constantin Coandă                                                    | Constantin Coandă                                                    | 1857–1932                                                            | 24 d'octubre de 1918                                                 | 29 de novembre de 1918                                               | Mil.                                                                 | Coandă                                                               | 47                                                                   |
| 42                                                                   | Ion I. C. Brătianu (3r mandat)                                       | Ion I. C. Brătianu                                                   | 1864–1927                                                            | 29 de novembre de 1918                                               | 27 de setembre de 1919                                               | PNL                                                                  | I.I.C. Brătianu V                                                    | 48                                                                   |
| 43                                                                   | Artur Văitoianu                                                      | Artur Văitoianu                                                      | 1864–1956                                                            | 27 de setembre de 1919                                               | 1 de desembre de 1919                                                | Mil.                                                                 | Văitoianu                                                            | 49                                                                   |
| 44                                                                   | Alexandru Vaida-Voevod (1r mandat)                                   | Alexandru Vaida-Voevod                                               | 1872–1950                                                            | 1 de desembre de 1919                                                | 13 de març de 1920                                                   | PNR                                                                  | Vaida I                                                              | 50                                                                   |
| 45                                                                   | Alexandru Averescu (2n mandat)                                       | Alexandru Averescu                                                   | 1859–1938                                                            | 13 de març de 1920                                                   | 17 de desembre de 1921                                               | PP                                                                   | Averescu II                                                          | 51                                                                   |
| 46                                                                   | Take Ionescu                                                         | Take Ionescu                                                         | 1858–1922                                                            | 17 de desembre de 1921                                               | 19 de gener de 1922                                                  | PCD                                                                  | Ionescu I                                                            | 52                                                                   |
| 47                                                                   | Ion I. C. Brătianu (4t mandat)                                       | Ion I. C. Brătianu                                                   | 1864–1927                                                            | 19 de gener de 1922                                                  | 30 de març de 1926                                                   | PNL                                                                  | I.I.C. Brătianu VI                                                   | 53                                                                   |
| 48                                                                   | Alexandru Averescu (3r mandat)                                       | Alexandru Averescu                                                   | 1859–1938                                                            | 30 de març de 1926                                                   | 4 de juny de 1927                                                    | PP                                                                   | Averescu III                                                         | 54                                                                   |
| 49                                                                   | Barbu Ştirbey                                                        | Barbu Ştirbey                                                        | 1873–1946                                                            | 4 de juny de 1927                                                    | 21 de juny de 1927                                                   | Ind.                                                                 | Stirbey                                                              | 55                                                                   |
| 50                                                                   | Ion I. C. Brătianu (5è mandat)                                       | Ion I. C. Brătianu                                                   | 1864–1927                                                            | 21 de juny de 1927                                                   | 24 de novembre de 1927                                               | PNL                                                                  | I.I.C. Brătianu VII                                                  | 56                                                                   |
| 51                                                                   | Vintilă Brătianu                                                     | Vintilă Brătianu                                                     | 1867–1930                                                            | 24 de novembre de 1927                                               | 10 de novembre de 1928                                               | PNL                                                                  | V. Brătianu                                                          | 57                                                                   |
| 52                                                                   | Iuliu Maniu (1r mandat)                                              | Iuliu Maniu                                                          | 1873–1953                                                            | 10 de novembre de 1928                                               | 7 de juny de 1930                                                    | PNŢ                                                                  | Maniu I                                                              | 58                                                                   |
| 53                                                                   | Gheorghe Mironescu (1r mandat)                                       | Gheorghe Mironescu                                                   | 1874–1949                                                            | 7 de juny de 1930                                                    | 13 de juny de 1930                                                   | PNŢ                                                                  | Mironescu I                                                          | 59                                                                   |
| 54                                                                   | Iuliu Maniu (2n mandat)                                              | Iuliu Maniu                                                          | 1873–1953                                                            | 13 de juny de 1930                                                   | 10 d'octubre de 1930                                                 | PNŢ                                                                  | Maniu II                                                             | 60                                                                   |
| 55                                                                   | Gheorghe Mironescu (2n mandat)                                       | Gheorghe Mironescu                                                   | 1874–1949                                                            | 10 d'octubre de 1930                                                 | 18 d'abril de 1931                                                   | PNŢ                                                                  | Mironescu II                                                         | 61                                                                   |
| 56                                                                   | Nicolae Iorga                                                        | Nicolae Iorga                                                        | 1871–1940                                                            | 18 d'abril de 1931                                                   | 6 de juny de 1932                                                    | PND                                                                  | Iorga                                                                | 62                                                                   |
| 57                                                                   | Alexandru Vaida-Voevod (2n mandat)                                   | Alexandru Vaida-Voevod                                               | 1872–1950                                                            | 6 de juny de 1932                                                    | 11 d'agost de 1932                                                   | PNŢ                                                                  | Vaida II                                                             | 63                                                                   |
| 57                                                                   | Alexandru Vaida-Voevod (2n mandat)                                   | Alexandru Vaida-Voevod                                               | 1872–1950                                                            | 11 d'agost de 1932                                                   | 20 d'octubre de 1932                                                 | PNŢ                                                                  | Vaida III                                                            | 64                                                                   |
| 58                                                                   | Iuliu Maniu (3r mandat)                                              | Iuliu Maniu                                                          | 1873–1953                                                            | 20 d'octubre de 1932                                                 | 14 de gener de 1933                                                  | PNŢ                                                                  | Maniu III                                                            | 65                                                                   |
| 59                                                                   | Alexandru Vaida-Voevod (3r mandat)                                   | Alexandru Vaida-Voevod                                               | 1872–1950                                                            | 14 de gener de 1933                                                  | 14 de novembre de 1933                                               | PNŢ                                                                  | Vaida IV                                                             | 66                                                                   |
| 60                                                                   | Ion G. Duca                                                          | Ion G. Duca                                                          | 1879–1933                                                            | 14 de novembre de 1933                                               | 29 de desembre de 1933                                               | PNL                                                                  | Duca                                                                 | 67                                                                   |
| —                                                                    | Constantin Angelescu (interinament)                                  | Constantin Angelescu                                                 | 1870–1948                                                            | 29 de desembre de 1933                                               | 4 de gener de 1934                                                   | PNL                                                                  | Duca                                                                 | 67                                                                   |
| 61                                                                   | Gheorghe Tătărescu (1r mandat)                                       | Gheorghe Tătărescu                                                   | 1886–1957                                                            | 4 de gener de 1934                                                   | 2 d'octubre de 1934                                                  | PNL                                                                  | Tătărescu I                                                          | 68                                                                   |
| 61                                                                   | Gheorghe Tătărescu (1r mandat)                                       | Gheorghe Tătărescu                                                   | 1886–1957                                                            | 2 d'octubre de 1934                                                  | 29 d'agost de 1936                                                   | PNL                                                                  | Tătărescu II                                                         | 69                                                                   |
| 61                                                                   | Gheorghe Tătărescu (1r mandat)                                       | Gheorghe Tătărescu                                                   | 1886–1957                                                            | 29 d'agost de 1936                                                   | 17 de novembre de 1937                                               | PNL                                                                  | Tătărescu III                                                        | 70                                                                   |
| 61                                                                   | Gheorghe Tătărescu (1r mandat)                                       | Gheorghe Tătărescu                                                   | 1886–1957                                                            | 17 de novembre de 1937                                               | 29 de desembre de 1937                                               | PNL                                                                  | Tătărescu IV                                                         | 71                                                                   |
| 62                                                                   | Octavian Goga                                                        | Octavian Goga                                                        | 1881–1938                                                            | 29 de desembre de 1937                                               | 11 de febrer de 1938                                                 | PNC                                                                  | Goga                                                                 | 72                                                                   |
| 63                                                                   | Patriarca Miron Cristea                                              | Miron Cristea                                                        | 1868–1939                                                            | 11 de febrer de 1938                                                 | 30 de març de 1938                                                   | Ind.                                                                 | Cristea I                                                            | 73                                                                   |
| 63                                                                   | Patriarca Miron Cristea                                              | Miron Cristea                                                        | 1868–1939                                                            | 30 de març de 1938                                                   | 1 de febrer de 1939                                                  | Ind.                                                                 | Cristea II                                                           | 74                                                                   |
| 63                                                                   | Patriarca Miron Cristea                                              | Miron Cristea                                                        | 1868–1939                                                            | 1 de febrer de 1939                                                  | 6 de març de 1939                                                    | Ind.                                                                 | Cristea III                                                          | 75                                                                   |
| 64                                                                   | Armand Călinescu                                                     | Armand Călinescu                                                     | 1893–1939                                                            | 6 de març de 1939                                                    | 21 de setembre de 1939                                               | FRN                                                                  | Călinescu                                                            | 76                                                                   |
| 65                                                                   | Gheorghe Argeşanu                                                    | Gheorghe Argeşanu                                                    | 1883–1940                                                            | 21 de setembre de 1939                                               | 28 de setembre de 1939                                               | FRN                                                                  | Argeşanu                                                             | 77                                                                   |
| 66                                                                   | Constantin Argetoianu                                                | Constantin Argetoianu                                                | 1871–1952                                                            | 28 de setembre de 1939                                               | 24 de novembre de 1939                                               | FRN                                                                  | Argetoianu                                                           | 78                                                                   |
| 67                                                                   | Gheorghe Tătărescu (2n mandat)                                       | Gheorghe Tătărescu                                                   | 1886–1957                                                            | 24 de novembre de 1939                                               | 11 de maig de 1940                                                   | FRN                                                                  | Tătărescu V                                                          | 79                                                                   |
| 67                                                                   | Gheorghe Tătărescu (2n mandat)                                       | Gheorghe Tătărescu                                                   | 1886–1957                                                            | 11 de maig de 1940                                                   | 4 de juliol de 1940                                                  | FRN                                                                  | Tătărescu VI                                                         | 80                                                                   |
| 68                                                                   | Ion Gigurtu                                                          | Ion Gigurtu                                                          | 1886–1959                                                            | 4 de juliol de 1940                                                  | 4 de setembre de 1940                                                | FRN                                                                  | Gigurtu                                                              | 81                                                                   |
| 69                                                                   | Ion Antonescu                                                        | Ion Antonescu                                                        | 1882–1946                                                            | 4 de setembre de 1940                                                | 14 de setembre de 1940                                               | Mil.                                                                 | Antonescu I                                                          | 82                                                                   |
| 69                                                                   | Ion Antonescu                                                        | Ion Antonescu                                                        | 1882–1946                                                            | 14 de setembre de 1940                                               | 27 de gener de 1941                                                  | Mil.                                                                 | Antonescu II                                                         | 83                                                                   |
| 69                                                                   | Ion Antonescu                                                        | Ion Antonescu                                                        | 1882–1946                                                            | 27 de gener de 1941                                                  | 23 d'agost de 1944                                                   | Mil.                                                                 | Antonescu III                                                        | 84                                                                   |
| 70                                                                   | Constantin Sănătescu                                                 | Constantin Sănătescu                                                 | 1885–1947                                                            | 23 d'agost de 1944                                                   | 4 de novembre de 1944                                                | Mil.                                                                 | Sănătescu I                                                          | 85                                                                   |
| 70                                                                   | Constantin Sănătescu                                                 | Constantin Sănătescu                                                 | 1885–1947                                                            | 4 de novembre de 1944                                                | 6 de desembre de 1944                                                | Mil.                                                                 | Sănătescu II                                                         | 86                                                                   |
| 71                                                                   | Nicolae Rădescu                                                      | Nicolae Rădescu                                                      | 1874–1953                                                            | 6 de desembre de 1944                                                | 6 de març de 1945                                                    | Mil.                                                                 | Rădescu                                                              | 87                                                                   |
| 72                                                                   | Petru Groza                                                          | Petru Groza                                                          | 1884–1958                                                            | 6 de març de 1945                                                    | 1 de desembre de 1946                                                | FP                                                                   | Groza I                                                              | 88                                                                   |
| 72                                                                   | Petru Groza                                                          | Petru Groza                                                          | 1884–1958                                                            | 1 de desembre de 1946                                                | 30 de desembre de 1947                                               | FP                                                                   | Groza II                                                             | 89                                                                   |
| Romania Comunista Primers Ministres 1947 - 1989                      |                                                                      |                                                                      |                                                                      |                                                                      |                                                                      |                                                                      |                                                                      |                                                                      |
| 72                                                                   | Petru Groza                                                          | Petru Groza                                                          | 1884–1958                                                            | 30 de desembre de 1947                                               | 15 d'abril de 1948                                                   | FP                                                                   | Groza III                                                            | 90                                                                   |
| 72                                                                   | Petru Groza                                                          | Petru Groza                                                          | 1884–1958                                                            | 15 d'abril de 1948                                                   | 2 de juny de 1952                                                    | FP                                                                   | Groza IV                                                             | 91                                                                   |
| 73                                                                   | Gheorghe Gheorghiu-Dej                                               | Gheorghe Gheorghiu-Dej                                               | 1901–1965                                                            | 2 de juny de 1952                                                    | 28 de gener de 1953                                                  | PMR                                                                  | Gheorghiu-Dej I                                                      | 92                                                                   |
| 73                                                                   | Gheorghe Gheorghiu-Dej                                               | Gheorghe Gheorghiu-Dej                                               | 1901–1965                                                            | 28 de gener de 1953                                                  | 4 d'octubre de 1955                                                  | PMR                                                                  | Gheorghiu-Dej II                                                     | 93                                                                   |
| 74                                                                   | Chivu Stoica                                                         | Chivu Stoica                                                         | 1908–1975                                                            | 4 d'octubre de 1955                                                  | 20 de març de 1957                                                   | PMR                                                                  | Stoica I                                                             | 94                                                                   |
| 74                                                                   | Chivu Stoica                                                         | Chivu Stoica                                                         | 1908–1975                                                            | 20 de març de 1957                                                   | 21 de març de 1961                                                   | PMR                                                                  | Stoica II                                                            | 95                                                                   |
| 75                                                                   | Ion Gheorghe Maurer                                                  | Ion Gheorghe Maurer                                                  | 1902–2000                                                            | 21 de març de 1961                                                   | 18 de març de 1965                                                   | PCR                                                                  | Maurer I                                                             | 96                                                                   |
| 75                                                                   | Ion Gheorghe Maurer                                                  | Ion Gheorghe Maurer                                                  | 1902–2000                                                            | 18 de març de 1965                                                   | 21 d'agost de 1965                                                   | PCR                                                                  | Maurer II                                                            | 97                                                                   |
| 75                                                                   | Ion Gheorghe Maurer                                                  | Ion Gheorghe Maurer                                                  | 1902–2000                                                            | 21 d'agost de 1965                                                   | 9 de desembre de 1967                                                | PCR                                                                  | Maurer III                                                           | 98                                                                   |
| 75                                                                   | Ion Gheorghe Maurer                                                  | Ion Gheorghe Maurer                                                  | 1902–2000                                                            | 9 de desembre de 1967                                                | 13 de març de 1969                                                   | PCR                                                                  | Maurer IV                                                            | 99                                                                   |
| 75                                                                   | Ion Gheorghe Maurer                                                  | Ion Gheorghe Maurer                                                  | 1902–2000                                                            | 13 de març de 1969                                                   | 27 de febrer de 1974                                                 | PCR                                                                  | Maurer V                                                             | 100                                                                  |
| 76                                                                   | Manea Mănescu                                                        | Manea Mănescu                                                        | 1916–2009                                                            | 27 de febrer de 1974                                                 | 18 de març de 1975                                                   | PCR                                                                  | Mănescu I                                                            | 101                                                                  |
| 76                                                                   | Manea Mănescu                                                        | Manea Mănescu                                                        | 1916–2009                                                            | 18 de març de 1975                                                   | 30 de març de 1979                                                   | PCR                                                                  | Mănescu II                                                           | 102                                                                  |
| 77                                                                   | Ilie Verdeţ                                                          | Ilie Verdeţ                                                          | 1925–2001                                                            | 30 de març de 1979                                                   | 29 de març de 1980                                                   | PCR                                                                  | Verdeţ I                                                             | 103                                                                  |
| 77                                                                   | Ilie Verdeţ                                                          | Ilie Verdeţ                                                          | 1925–2001                                                            | 29 de març de 1980                                                   | 21 de maig de 1982                                                   | PCR                                                                  | Verdeţ II                                                            | 104                                                                  |
| 78                                                                   | Constantin Dăscălescu                                                | Constantin Dăscălescu                                                | 1923–2003                                                            | 21 de maig de 1982                                                   | 29 de març de 1985                                                   | PCR                                                                  | Dăscălescu I                                                         | 105                                                                  |
| 78                                                                   | Constantin Dăscălescu                                                | Constantin Dăscălescu                                                | 1923–2003                                                            | 29 de març de 1985                                                   | 22 de desembre de 1989                                               | PCR                                                                  | Dăscălescu II                                                        | 106                                                                  |
| Romania des de 1989                                                  |                                                                      |                                                                      |                                                                      |                                                                      |                                                                      |                                                                      |                                                                      |                                                                      |
| 79                                                                   | Petre Roman[c]                                                       | Petre Roman                                                          | 1946–                                                                | 22 de desembre de 1989                                               | 28 de juny de 1990                                                   | FSN                                                                  | Roman I                                                              | 107                                                                  |
| 79                                                                   | Petre Roman[c]                                                       | Petre Roman                                                          | 1946–                                                                | 28 de juny de 1990                                                   | 30 d'abril de 1991                                                   | FSN                                                                  | Roman II                                                             | 108                                                                  |
| 79                                                                   | Petre Roman[c]                                                       | Petre Roman                                                          | 1946–                                                                | 30 d'abril de 1991                                                   | 16 d'octubre de 1991                                                 | FSN                                                                  | Roman III                                                            | 109                                                                  |
| 80                                                                   | Theodor Stolojan                                                     | Theodor Stolojan                                                     | 1943–                                                                | 16 d'octubre de 1991                                                 | 19 de novembre de 1992                                               | FSN                                                                  | Stolojan I                                                           | 110                                                                  |
| 81                                                                   | Nicolae Văcăroiu                                                     | Nicolae Văcăroiu                                                     | 1943–                                                                | 19 de novembre de 1992                                               | 12 de desembre de 1996                                               | PDSR                                                                 | Văcăroiu I                                                           | 111                                                                  |
| 82                                                                   | Victor Ciorbea                                                       | Victor Ciorbea                                                       | 1954–                                                                | 12 de desembre de 1996                                               | 30 de març de 1998                                                   | PNŢCD                                                                | Ciorbea I                                                            | 112                                                                  |
| —                                                                    | Gavril Dejeu (interinament)                                          |                                                                      | 1932–                                                                | 30 de març de 1998                                                   | 17 d'abril de 1998                                                   | PNŢCD                                                                | Ciorbea I                                                            | 112                                                                  |
| 83                                                                   | Radu Vasile                                                          | Radu Vasile                                                          | 1942–2013                                                            | 17 d'abril de 1998                                                   | 13 de desembre de 1999                                               | PNŢCD                                                                | Vasile I                                                             | 113                                                                  |
| —                                                                    | Alexandru Athanasiu (interinament)                                   | Sense imatge                                                         | 1955–                                                                | 13 de desembre de 1999                                               | 22 de desembre de 1999                                               | PSDR                                                                 | Vasile I                                                             | 113                                                                  |
| 84                                                                   | Mugur Isărescu                                                       | Mugur Isărescu                                                       | 1949–                                                                | 22 de desembre de 1999                                               | 28 de desembre de 2000                                               | Ind.                                                                 | Isărescu I                                                           | 114                                                                  |
| 85                                                                   | Adrian Năstase                                                       | Adrian Năstase                                                       | 1950–                                                                | 28 de desembre de 2000                                               | 21 de desembre de 2004                                               | PDSR/PSD                                                             | Năstase I                                                            | 115                                                                  |
| —                                                                    | Eugen Bejinariu (interinament)                                       | Eugen Bejinariu                                                      | 1959–                                                                | 21 de desembre de 2004                                               | 28 de desembre de 2004                                               | PSD                                                                  | Năstase I                                                            | 115                                                                  |
| 86                                                                   | Călin Popescu-Tăriceanu                                              | Călin Popescu-Tăriceanu                                              | 1952–                                                                | 28 de desembre de 2004                                               | 5 d'abril de 2007                                                    | PNL                                                                  | Tăriceanu I                                                          | 116                                                                  |
| 86                                                                   | Călin Popescu-Tăriceanu                                              | Călin Popescu-Tăriceanu                                              | 1952–                                                                | 5 d'abril de 2007                                                    | 22 de desembre de 2008                                               | PNL                                                                  | Tăriceanu II                                                         | 117                                                                  |
| 87                                                                   | Emil Boc                                                             | Emil Boc                                                             | 1966–                                                                | 22 de desembre de 2008                                               | 23 de desembre de 2009                                               | PD-L                                                                 | Boc                                                                  | 118                                                                  |
| 87                                                                   | Emil Boc                                                             | Emil Boc                                                             | 1966–                                                                | 23 de desembre de 2009                                               | 6 de febrer de 2012                                                  | PD-L                                                                 | Boc                                                                  | 119                                                                  |
| —                                                                    | Cătălin Predoiu (Interinament)                                       | Cătălin Predoiu                                                      | 1968–                                                                | 6 de febrer de 2012                                                  | 9 de febrer de 2012                                                  | Ind.                                                                 | Boc                                                                  | 119                                                                  |
| 88                                                                   | Mihai Răzvan Ungureanu                                               | Mihai Răzvan Ungureanu                                               | 1968–                                                                | 9 de febrer de 2012                                                  | 7 de maig de 2012                                                    | Ind.                                                                 | Ungureanu I                                                          | 120                                                                  |
| 89                                                                   | Victor Ponta                                                         | Victor Ponta                                                         | 1972–                                                                | 7 de maig de 2012                                                    | 21 de desembre de 2012                                               | PSD                                                                  | Ponta I                                                              | 121                                                                  |
| 89                                                                   | Victor Ponta                                                         | Victor Ponta                                                         | 1972–                                                                | 21 de desembre de 2012                                               | 5 de març de 2014                                                    | PSD                                                                  | Ponta II                                                             | 122                                                                  |
| 89                                                                   | Victor Ponta                                                         | Victor Ponta                                                         | 1972–                                                                | 5 de març de 2014                                                    | 15 de desembre de 2014                                               | PSD                                                                  | Ponta III                                                            | 123                                                                  |
| 89                                                                   | Victor Ponta                                                         | Victor Ponta                                                         | 1972–                                                                | 15 de desembre de 2014                                               | 5 de novembre de 2015                                                | PSD                                                                  | Ponta IV                                                             | 124                                                                  |
| —                                                                    | Sorin Cîmpeanu (Interinament)                                        | Sorin Cîmpeanu                                                       | 1968-                                                                | 5 de novembre de 2015                                                | 17 de novembre de 2015                                               | ALDE                                                                 | Ponta IV                                                             | 124                                                                  |
| 90                                                                   | Dacian Cioloș                                                        | Dacian Cioloș                                                        | 1969-                                                                | 17 de novembre de 2015                                               | 4 de gener de 2017                                                   | Ind.                                                                 | Cioloș                                                               | 125                                                                  |
| 91                                                                   | Sorin Grindeanu                                                      | Sorin Grindeanu                                                      | 1973-                                                                | 4 de gener de 2017                                                   | 29 de juny de 2017                                                   | PSD                                                                  |                                                                      |                                                                      |
| 92                                                                   | Mihai Tudose                                                         |                                                                      | 1967–                                                                | 29 de juny de 2017                                                   | 16 de gener de 2018                                                  | PSD                                                                  |                                                                      |                                                                      |
| 93                                                                   | Viorica Dăncilă                                                      | Viorica Dăncilă                                                      | 1963–                                                                | 16 de gener de 2018                                                  | 4 de novembre 2019                                                   | PSD                                                                  |                                                                      |                                                                      |
| 94                                                                   | Ludovic Orban                                                        | Ludovic Orban                                                        | 1963–                                                                | 4 de novembre 2019                                                   | 7 de desembre de 2020                                                | PNL                                                                  |                                                                      |                                                                      |
| —                                                                    | Nicolae Ciucă (Interinament)                                         | Nicolae Ciucă                                                        | 1967–                                                                | 7 de desembre de 2020                                                | 23 de desembre de 2020                                               | PNL                                                                  |                                                                      |                                                                      |
| 95                                                                   | Florin Cîțu                                                          | Florin Cîțu                                                          | 1972–                                                                | 23 de desembre 2020                                                  | 25 de novembre 2021                                                  | PNL                                                                  |                                                                      |                                                                      |
| 96                                                                   | Nicolae Ciucă                                                        | Nicolae Ciucă                                                        | 1967–                                                                | 23 de desembre 2020                                                  | 25 de novembre 2021                                                  | PNL                                                                  |                                                                      |                                                                      |
| —                                                                    | Cătălin Predoiu (Interinament)                                       | Cătălin Predoiu                                                      | 1968–                                                                | 12 de juny de 2023                                                   | 15 de juny de 2023                                                   | PNL                                                                  |                                                                      |                                                                      |
| 97                                                                   | Marcel Ciolacu                                                       |                                                                      | 1967–                                                                | 15 de juny de 2023                                                   |                                                                      | PSD                                                                  |                                                                      |                                                                      |

## Afiliacions
| C (Conservador)      | MC (Conservador Moderat) |
| RL (Liberal Radical) | ML (Liberal Moderat)     |

Les afiliacions polítiques després del desenvolupament del sistema de partits modern és donat per:
| PNL = Partit Nacional Liberal | PC = Partit Conservador                    |
| PNR = Partit Nacional Romaès | PP = Partit Popular                        |
| PCD = Partit Conservador Democràtic | PNŢ = Partit Nacional Agrari               |
| PND = Partit Democràtic Nacionalista | PNC = Partit Nacional Cristià              |
| FRN = Front del Renaixement Nacional (des del 1940 fou PN; Partit de la Nació)                                                                                  | FP = Front dels Llauradors                 |
| PMR = Partit dels Treballadors Romanesos (a partir de 1965 PCR; Partit Comunista Romanès)                                                                       | FSN = Front de Salvació Nacional           |
| FDSN i PDSR = Front Democràtic de Salvació Nacional, a partir de 1993 Partit de la Socialdemocràcia a Romania (i a partir del 2001 PSD; Partit Socialdemòcrata) | PNŢCD = Partit Nacional Democristià Agrari |
| PSDR = Partit Socialdemòcrata Romanès | PD-L = Partit Demòcrata-Liberal            |
| Mil. = Militar | Ind. = Independent                         |